# Hans Gnant

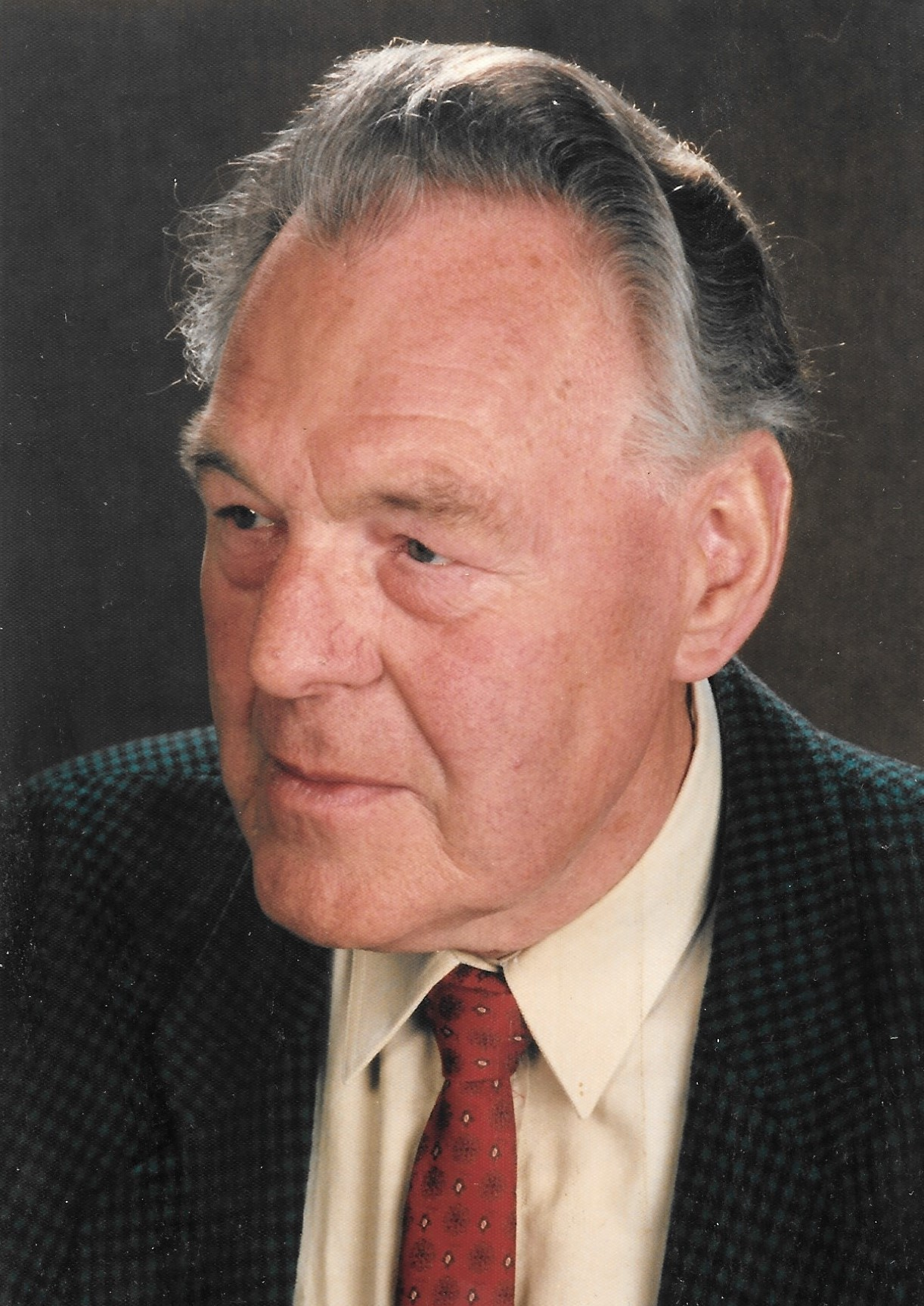
Hans Gnant

Hans Gnant (* 1. November 1920 in Wien; † 2000 in Altmünster, Oberösterreich) war ein österreichischer Dichter von Theaterstücken, vor allem von Komödien.

## Biographie
Hans Gnant wurde 1920 in Neustift am Walde, Wien geboren. Nach der Schule lernte er den Beruf des Bäckers. Er wurde mit Beginn des Zweiten Weltkriegs als Soldat eingezogen. Im englischen Kriegsgefangenenlager entstanden 1946 seine ersten Komödien, ländliche Lustspiele, die im Lagertheater auch aufgeführt wurden.
Nach der Rückkehr aus der Gefangenschaft arbeitete Gnant zunächst im gelernten Beruf. In den 1950er-Jahren gründete er die Traunseer Volksbühne, die er mit Fritz Edtmeier leitete. Später rief er die "Heimatbühne Altmünster" ins Leben, wo er viele seiner Stücke uraufführte.
Nachdem er als Materiallagerverwalter in der Industrie gearbeitet hatte, wechselte er ab 1960 zu einem Getränkekonzern. Als Verkaufsleiter ging er 1980 in Pension.
Stücke von Hans Gnant wurden ins Holländische, Dänische, Plattdeutsche und ins Schweizerdeutsche übersetzt. Neben einer Vielzahl von Amateurtheatern und Theatervereinen wurden seine Stücke auch von professionellen Theatern wie der Löwinger-Bühne, dem Chiemgauer Volkstheater und dem Kleinen Theater Ismaning aufgeführt.

## Bühnenstücke von Hans Gnant
- Der eigene Richter, Volksstück
- Die Helden aus der Bosheitsnacht, Ländliches Lustspiel
- Sperrmüll, Einakter
- Der falsche Weg, Schauspiel
- Das Erbe der Väter, Volksstück
- Die Energiesparer, Einakter
- Der Sündenbock, Ländliches Lustspiel
- Die Ortsumfahrung, Ländliches Lustspiel
- Der Steuerprüfer, Lustspiel
- Der Straßenkavalier, Ländliches Lustspiel
- Briefwechsel, Schwank
- Der Mozartbrief, Lustspiel
- Möglich ist alles, Ländliches Lustspiel
- Millionen im Heu, Ländliches Lustspiel
- Ein Glöckerl läut' im Tal, Im Jahresablauf
- Hans Ganant/Niko Eggl: Der Alpenjäger, Volksstück
- Der Fremde, Volksstück
- Die Geierwally, Volksstück, Bearbeitung nach dem Roman von Wilhelmine von Hillern (1836–1916)
- Der Schatz im Grenzhäusl, Volksstück
- Der Schuß in der Kaiserklamm, Volksstück
- Der Bildschnitzer vom Sternhof, Volksstück
- Hans Gnant/Niko Eggl: Der Schwur an der Waldkapelle, Volksstück
- Hans Gnant/Anton Maly: Versiegelte Lippen, Lustspiel
- Liaber liag'n als fliag'n, Ländliches Lustspiel
- Hochzeit in Steinfeld, Ländliches Lustspiel
- Außer Spesen nichts gewesen, Ländliches Lustspiel
- Schwindel in St. Wendelin, Lustspiel
- Lustiges Bezirksgericht, Ländliches Lustspiel
- Der B’suff, Volksstück
- Die lebende Mumie, Lustspiel
- Liebe und Blechschaden, Ländliches Lustspiel
- Liebe und Flugreisen, Schwank
- Liebe, Tricks und Heilmassagen, Volksstück
- Das Christkind kommt, Im Jahresablauf
- Kunibert und Kunigunde oder Die Erbschaft von Falkenstein, Ritterspiel
- Die Schicksalsglocken nach dem Stück "Ein Glöckerl läut im Tal", Im Jahresablauf
- Der Raub der Sabinerinnen...Nach der Mauer, Lustspiel
- Ein total verrücktes Paar, Schwank
- Liebe, Geld und Altpapier, Komödie
- Pension Schöller, Posse
- Die Prozesshansln, Lustspiel
- Die Geierwally, Volksstück

Quelle: Theaterverband Tirol

### Ins Plattdeutsche übersetzt
- Gnant, Hans ; Speck, Arthur [Übers.]: Blickschaden : Schwank in drei Akten, Verden : Mahnke, [1981]. - 72 S. - (Speeldeel [SP] ; 836), PBuB-ID: 11701
- Gnant, Hans ; Speck, Arthur [Übers.]: Roland schall flegen : Schwank in 3 Akten, Verden : Mahnke, [ca. 1983]. - 86 S. - (Speeldeel [SP] ; 859), PBuB-ID: 10310
- Gnant, Hans ; Schepper, Rainer [Übers.]: Blickschaden : Schwank in drei Akten / von Hans Gnant. Ins Münsterländ. übertr. von Rainer Schepper. - Verden : Mahnke, [ca. 1984]. - 86 S. - (Westfälische Stücke [W] ; 54), PBuB-ID: 12312
- Gnant, Hans ; Speck, Arthur [Übers.]: Politik un Föhrerschien : Schwank in drei Akten / von Hans Gnant. Plattdt. von Arthur Speck. - Verden : Mahnke, 1986. - 87 S. - (Speeldeel [SP] ; 892), PBuB-ID: 10312
- Gnant, Hans ; Grant, Franz [Übers.]: TV - total verdreiht! : Schwank in 5 Akten, Verden : Mahnke, 1986. - 89 S. - (Speeldeel [SP] ; 893), PBuB-ID: 10311
- Gnant, Hans ; Kropp, Jürgen [Übers.]: Millionen int Heu : Ländliches Lustspiel in drei Akten, Niederdeutsche Bearbeitung von Emil Sagebiel. - Verden : Mahnke, 1990. - 131 S. - (Speeldeel [SP] ; 930), PBuB-ID: 10313
- Gnant, Hans ; Kropp, Jürgen [Übers.]: Elisa : Ein lustiges Volksstück in drei Akten, Niederdt. von Emil Sagebiel. - Verden : Mahnke, 1996. - 97 S. - (Speeldeel [SP] ; 1032), PBuB-ID: 10314
- Gnant, Hans ; Kropp, Jürgen [Übers.]: De Sündenbock : Ländliches Lustspiel in vier Akten, Niederdeutsche Bearb. von Emil Sagebiel. - Verden : Mahnke, 1998. - 93 S. - (Speeldeel [SP] ; 1053), PBuB-ID: 10315
- Gnant, Hans ; Quiter, Ludger [Übers.]: TV - total verdreiht : Schwank in fünf Akten, Münsterländer Platt übertr. von Ludger Quiter. - Erstaufl. der westfälischen Fassung - Verden : Mahnke, 1999. - 87 S. - (Westfälische Stücke [W] ; 74), PBuB-ID: 10316
- Gnant, Hans ; Quiter, Ludger [Übers.]: Politik un Föhrerschien : Schwank in drei Akten / von Hans Gnant. Ins Münsterländer Platt übertr. von Ludger Quiter. - Erstaufl. der Münsterländer Fassung - Verden : Mahnke, 2001. - 86 S. - (Westfälische Stücke [W] ; 76), PBuB-ID: 10317
- Gnant, Hans ; Harrjes, Jan [Übers.]: De Stratenkavalier : Schwank in drei Akten / von Hans Gnant. Plattdt. von Jan Harrjes. - Verden : Mahnke, 2002. - 76 S. - (Speeldeel [SP] ; 1101), PBuB-ID: 10318

(Quelle:)

## Filmografie

### Drehbücher
- 1967 Die Geierwally
- 1984 Liebe und Blechschaden
- 1985 Politik und Führerschein
- 1992 Chiemgauer Volkstheater (1 Folge, 1992) - Liebe und Blechschaden (1992) TV-Folge (Drehbuch)
- 1997 Zwei Väter zuviel

### Literarische Vorlage
1991: Der Komödienstadel, Millionen im Heu, 1991 Bayerisches Fernsehen unter der Regie von Martin Politowski

## Ehrungen
- 1978 1. Preis ORF Autorenwettbewerb
- 1981 Rauriser Kulturpreis,
- 1983 Tiroler Volksstückpreis des ORF